# Wendy Padbury

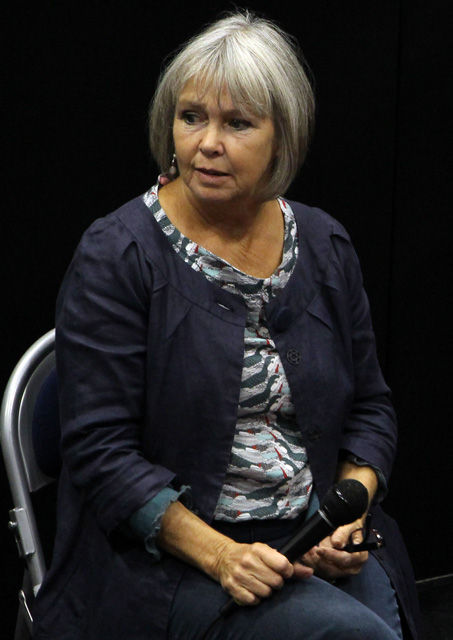
Wendy Padbury (2015)

Wendy Padbury (* 7. Dezember 1947 in Warwickshire, Vereinigtes Königreich) ist eine britische Schauspielerin.

## Leben und Karriere
Als Kind interessierte Wendy Padbury sich für Ballett und nahm Ballettunterricht. Jedoch war sie nicht besonders gut und begann stattdessen Samstagmorgens Schauspielunterricht zu nehmen. Ihr erster professioneller Auftritt war in einer Show namens Tonight, in der Padbury jedoch nicht sprechen musste. Von 1968 bis 1983 war Padbury in der britischen Fernsehserie Doctor Who als Zoe Heriot zu sehen. Nachdem sie Doctor Who verlassen hatte, ging sie zunächst ans Theater und trat in einigen Fernsehserien auf. Dann gab sie das Schauspielen auf und wurde Schauspielagentin. Unter ihren Klienten waren unter anderem auch Nicholas Courtney, Colin Baker und Mark Strickson. Sie entdeckte Matt Smith, den späteren Darsteller des elften Doktors im National Youth Theatre. Seit 2007 spricht sie Zoe Heriot erneut in den Doctor-Who-Hörspielen von Big Finish. Momentan lebt Padbury in Frankreich.

## Filmografie (Auswahl)
- 1964: Crossroads (Fernsehserie, 44 Folgen)
- 1967: Ein erfolgreicher Blindgänger
- 1967: ITV Play of the Week (Fernsehserie, 1 Folge)
- 1968: The Dickie Henderson Show (Fernsehserie, 1 Folge)
- 1968–1983: Doctor Who (Fernsehserie, 49 Folgen)
- 1971: In den Krallen des Hexenjägers
- 1971: Task Force Police (Fernsehserie, 1 Folge)
- 1971: Seasons of the Year (Fernsehserie, 1 Folge)
- 1971–1973: Freewheelers (Fernsehserie, 39 Folgen)
- 1974: Crown Court (Fernsehserie, 1 Folge)
- 1976: Jackanory Playhouse (Fernsehserie, 1 Folge)
- 1976: The Many Wives of Patrick (Fernsehserie, 3 Folgen)
- 1987: Emmerdale Farm (Fernsehserie, 6 Folgen)
- 1991: The Bill (Fernsehserie, 1 Folgen)
- 1999: Soul’s Ark